# Tandospirona
La tandospirona es un fármaco que muestra propiedades ansiolíticas y antidepresivas con una vida media corta. Su principal modo de acción farmacológico es como un potente agonista parcial del receptor 5-HT1A. 
El metabolito activo de la tandospirona muestra acción antagonista en los receptores α2-adrenérgicos. La tandospirona es un miembro de las clases químicas de la piperazina y azapirona. Se receta principalmente en Japón y China. Un equivalente occidental de la misma clase farmacológica es la buspirona, que se receta para el trastorno de ansiedad generalizada, los ataques de pánico y como adyuvante en el tratamiento con inhibidores de la recaptación de la serotonina.

## Otros usos
A finales de 2016, un estudio corroboró el hecho de que la administración profiláctica de la tandospirona atenúa la alodinia mecánica inducida por oxaliplatino gracias a la inhibición de la migración de los mastocitos cutáneos.
Últimamente se ha estado estudiando la posibilidad de emplear la tandospirona como tratamiento para la esquizofrenia.
También se ha probado el uso de la tandospirona en el tratamiento del síndrome de intestino irritable, y se ha demostrado su efectividad tanto solo como en combinación con pinaverio en pacientes con ansiedad.